# Liste der Träger des Verdienstordens des Landes Berlin
Diese Liste führt die Träger des Verdienstordens des Landes Berlin auf. Die Auszeichnung wurde am 21. Juli 1987 gestiftet und im selben Jahr an 17 Persönlichkeiten erstmals vergeben.
| Inhaltsverzeichnis: 1987 • 1988 • 1989 • 1990 • 1991 • 1992 • 1993 • 1994 • 1995 • 1996 • 1997 • 1998 • 1999 • 2000 • 2001 • 2002 • 2003 • 2004 • 2005 • 2006 • 2007 • 2008 • 2009 • 2010 • 2011 • 2012 • 2013 • 2014 • 2015 • 2016 • 2017 • 2018 • 2019 • 2020 • 2021 • 2022 • 2023 • 2024 • Weblinks • Einzelnachweise |

## 1987
- Hans-Dieter Blaese (1930–2021), Präsident der Handwerkskammer Berlin a. D. (verliehen am 11. November 1987)
- Ulrich Eckhardt (* 1934), Intendant und Geschäftsführer der Berliner Festspiele GmbH (verliehen am 1. Oktober 1987)
- Rudolf Finkl (* 1937), Ingenieur (verliehen am 1. Oktober 1987)
- Irmgard Graf (* 1928), Kongressmanagerin (verliehen am 1. Oktober 1987)
- Katharina Heinroth (1897–1989), Zoologin, Direktorin des Berliner Zoos von 1945 bis 1956 (verliehen am 1. Oktober 1987)
- Donald Herbst (* 1939), Ingenieur (verliehen am 1. Oktober 1987)
- Roland Hetzer (* 1944), Mediziner, Herzchirurg (verliehen am 1. Oktober 1987)
- Heinz-Constantin Last (1926–2019), Politiker (verliehen am 1. Oktober 1987)
- Ruth Mattheis (1919–2010), Medizinerin, Vorsitzende der Ethikkommission der Ärztekammer Berlin (verliehen am 1. Oktober 1987)
- Reinhard Mey (* 1942), Liedermacher (verliehen am 1. Oktober 1987)
- Bernd Schultz (* 1941), Kunsthändler (verliehen am 1. Oktober 1987)
- Otto von Simson (1912–1993), Kunsthistoriker, Präsident der Deutschen UNESCO-Kommission, Opfer des NS-Regimes (verliehen am 1. Oktober 1987)
- Herbert Sukopp (* 1930), Botaniker, Ökologe (verliehen am 1. Oktober 1987)
- Rudolf Thiel (* 1928), Hochbauingenieur (verliehen am 1. Oktober 1987)
- Emma Wahler (1906–1993), Fürsorgerin (verliehen am 1. Oktober 1987)
- Ingo Warnke (* 1942), Gründer der Stiftung Synanon e. V. Berlin  (verliehen am 1. Oktober 1987)
- Irmgard Wirth (1915–2012), Museologin, erste Direktorin des Berlin-Museums (verliehen am 1. Oktober 1987)

## 1988
- Marie-Theresia Brünner (1927–2016), Geschäftsführerin der Verbraucherzentrale Berlin (verliehen am 11. November 1988)
- Luise Eickelberg (1915–2002), Managerin (verliehen am 1. Oktober 1988)
- Brigitte Grothum (* 1935), Schauspielerin (verliehen am 1. Oktober 1988)
- Carl Judem (1908–1995), Tierschützer (verliehen am 1. Oktober 1988)
- Sabine Lange (1936–1998), Initiatorin und Mitglied des Gründungsvorstands der Deutschen AIDS-Hilfe e.V., Krankenschwester und Streetworkerin (verliehen am 1. Oktober 1988)
- Hans-Werner Lieber (1931–2000), Technologe (verliehen am 1. Oktober 1988)
- Karl-Heinz Meier (* 1923), Journalist (verliehen am 1. Oktober 1988)
- Claus Michaletz (1933–2018), Kaufmann (verliehen am 1. Oktober 1988)
- Horst Milde (* 1938), Begründer des Berlin-Marathon (verliehen am 1. Oktober 1988)
- Karl Heinz Pepper (1910–2003), Unternehmer, Initiator und Bauherr des Europa-Center Berlin (verliehen am 1. Oktober 1988)
- Heinz Peter (* 1930), Unternehmer (verliehen am 1. Oktober 1988)
- Katharina Portner (1929–2011), Sozialpolitikerin (verliehen am 1. Oktober 1988)
- Aribert Reimann (1936–2024), Musiker, Komponist (verliehen am 1. Oktober 1988)
- Peter Röhle (* 1957), Pädagoge, Sportler (verliehen am 24. Oktober 1988)
- Kurt Schips (1927–2022), Ingenieur (verliehen am 1. Oktober 1988)
- Margot Schramm (1924–2018), Pädagogin, Schwimmerin (verliehen am 1. Oktober 1998)
- Hans-Joachim Schwarze (* 1924), Journalist (verliehen am 1. Oktober 1988)
- Friede Springer (* 1942), Verlegerin (verliehen am 1. Oktober 1988)
- Günter Spur (1928–2013), Technikwissenschaftler (verliehen am 1. Oktober 1988)
- Lothar Wirth (* 1928), Direktor der Stiftung Hilfswerk (verliehen am 1. Oktober 1988)

## 1989
- Ilse Augustin (1912–1993), Mäzenatin (verliehen am 1. Oktober 1989)
- Karl H. Bröhan (1921–2000), Porzellan- und Kunsthistoriker, Mäzen (verliehen am 1. Oktober 1989)
- Helga Eddington (* 1938), Sozialarbeiterin (verliehen am 1. Oktober 1989)
- Klaus Fischer-Dieskau (1921–1994), Dirigent, Komponist (verliehen am 1. Oktober 1989)
- Siegmund Groß (* 1912), Reisebüro- und Speditionskaufmann (verliehen am 28. Juni 1989)
- Maria Gräfin von Maltzan (1909–1997), Tierärztin, Widerstandskämpferin gegen das NS-Regime (verliehen am 1. Oktober 1989)
- Hermann Noack (* 1931), Bildgießer, Unternehmer (verliehen am 1. Oktober 1989)
- Bärbel Reichelt (* 1947), Sozialpolitikerin (verliehen am 1. Oktober 1989)
- Elisabeth Wolff (* 1913), Sportfunktionärin, Mitbegründerin des DSB-Frauenbeirates (verliehen am 1. Oktober 1989)

## 1990
- Vicco von Bülow (1923–2011), Schriftsteller, Schauspieler (verliehen am 1. Oktober 1990)
- François Cann (* 1932), Divisionsgeneral, französischer Stadtkommandant (verliehen am 2. Oktober 1990)
- Robert Corbett (* 1940), Generalmajor, britischer Stadtkommandant (verliehen am 2. Oktober 1990)
- Barbara Deavin (* 1924), Zivilangestellte (verliehen am 2. Oktober 1990)
- Rudi Fehr (1911–1999), Filmproduzent, Vorsitzender des Partnerschaftsvereins Berlin-Los Angeles (verliehen am 6. Oktober 1990)
- Raymond Haddock (1936–2022), Generalmajor, US-amerikanischer Stadtkommandant (verliehen am 2. Oktober 1990)
- David Klein (* 1919), Diplomat (verliehen am 4. April 1990)
- Stephen Rabourn (* 1935), US-amerikanischer Zivilangestellter (verliehen am 2. Oktober 1990)
- Philippe Trigeault (* 1942), Militär (verliehen am 2. Oktober 1990)

## 1991
- Dorothea Bönsel (* 1927), Krankenschwester (verliehen am 1. Oktober 1991)
- Karl-Heinz Ducke (1941–2011), Katholischer Theologe (verliehen am 1. Oktober 1991)
- Gernot Ernst (1931–2016), Bankier und Börsenpräsident (verliehen am 11. Dezember 1991)
- Harry J. Gilmore (1937–2015), Militär (verliehen am 4. August 1991)
- Ezard Haußmann (1935–2010), Schauspieler (verliehen am 1. Oktober 1991, zurückgegeben, 1993 erneut erhalten)
- Otto Höhne (1926–2024), Sportfunktionär (verliehen am 1. Oktober 1991)
- Anna-Margarete Krätschell (* 1943), Sozialarbeiterin (verliehen am 1. Oktober 1991)
- Gerhard Kunze (1926–2016), Jurist (verliehen am 1. Oktober 1991)
- Annelore Lange-Stümpfig (* 1930), Politikerin (verliehen am 1. Oktober 1991)
- Ruth Misselwitz (* 1952), Evangelische Theologin (verliehen am 1. Oktober 1991)
- Kurt Mühlenhaupt (1921–2006), Maler, Bildhauer, Schriftsteller (verliehen am 11. Dezember 1991)
- Martin-Michael Passauer (* 1943), evangelischer Theologe (verliehen am 1. Oktober 1991)
- Jack Rocchio (* 1933), US-amerikanischer Flugkapitän (verliehen am 1. Oktober 1991)
- Hans Simon (1935–2020), evangelischer Theologe (verliehen am 1. Oktober 1991)

## 1992
- Francis Beauchataud (1932–2012), französischer Gesandter und stellvertretender Stadtkommandant (verliehen am 24. August 1992)
- Werner Braune (* 1936), evangelischer Theologe (verliehen am 16. Dezember 1992)
- Sir Michael Burton (* 1937), britischer Politiker (verliehen am 10. Dezember 1992)
- Tatjana Gsovsky (1901–1993), Tänzerin, Choreografin, Tanzpädagogin (verliehen am 16. Dezember 1992)
- Ernst G. Hermann (1917–2009), Immobilienmakler, Direktor der Deutsch-Amerikanischen Handelskammer (verliehen am 9. April 1992)
- Rainer Hildebrandt (1914–2004), Publizist, Gründer des Mauermuseums am Checkpoint Charlie (verliehen am 1. Oktober 1992)
- Keriman Kay (* 1940), Sozialarbeiter (verliehen am 2. Oktober 1992)
- Hans Koch (* 1930), Manager (verliehen am 2. Oktober 1992)
- Harry Kulbe (verliehen am 1. Oktober 1992)
- Rudolf Matzke (1921–2005), Sportfunktionär (verliehen am 2. Oktober 1992)
- Hans Joachim Reichhardt (1925–2012), Historiker (verliehen am 2. Oktober 1992)
- Käthe Reichel (1926–2012), Schauspielerin (verliehen am 2. Oktober 1992)
- Heinz-Jürgen Schiermann (1928–2020), Erster Kriminalhauptkommissar a. D. (verliehen am 2. Oktober 1992)
- Sabine Sinjen (1942–1995), Schauspielerin (verliehen am 2. Oktober 1992, zurückgegeben)

## 1993
- Manuela Bebber (* 1952), Sozialarbeiterin (verliehen am 1. Oktober 1993)
- Willi Daume (1913–1996), Sportfunktionär (verliehen am 24. Mai 1993)
- Gertrud Franzky (* 1916), Sozialarbeiterin (verliehen am 1. Oktober 1993)
- Peter Gerwing (* 1928), Unternehmer (verliehen am 1. Oktober 1993)
- Günther Gottmann (1931–2018), Museologe (verliehen am 1. Oktober 1993)
- Karl-Otto Habermehl (1927–2005), Mediziner, Virologe (verliehen am 1. Oktober 1993)
- Johannes Heesters (1903–2011), Schauspieler (verliehen am 5. Dezember 1993)
- Huberta Heres (* 1934), Archäologin (verliehen am 1. Oktober 1993)
- Barbara John (* 1938), Pädagogin, Politikerin (verliehen am 1. Oktober 1993)
- Peter Jung (* 1946), Feuerwerker (verliehen am 1. Oktober 1993)
- Hermann Krätschell (1930–2016), Leiter der Europäischen Akademie Berlin (verliehen am 1. Oktober 1993)
- Hans-Joachim Kunsch (1930–2020), Kunstschmiedemeister (verliehen am 1. Oktober 1993)
- Sigrid Lehrecke (* 1925), evangelische Theologin (verliehen am 1. Oktober 1993)
- Robert H. Lochner (1918–2003), Journalist (verliehen am 1. Oktober 1993)
- Jürgen Mittelstraß (* 1936), Philosoph (verliehen am 1. Oktober 1993)
- Werner Heubaum (1931–2018), Politiker (verliehen am 25. Mai 1993)
- Udo Pape (* 1943), Unternehmer (verliehen am 1. Oktober 1993)
- Christine Steer (* 1947), Museologin (verliehen am 1. Oktober 1993)
- Recep Ümit Uygun (1926–2013), Mediziner (verliehen am 1. Oktober 1993)

## 1994
- Konrad Bauer (* 1943), Musiker (verliehen am 1. Oktober 1994)
- David de Gonville Bromhead (* 1944), letzter britischer Brigadegeneral in Berlin (verliehen am 6. September 1994)
- Jean Brullard (* 1938), letzter französischer Brigadegeneral in Berlin (verliehen am 6. September 1994)
- Marianne Buggenhagen (* 1953), Sportlerin (verliehen am 23. November 1994)
- Matwei Burlakow (1935–2011), russischer General (verliehen am 31. August 1994)
- Gerhard Cyrus (* 1932), Evangelischer Theologe (verliehen am 1. Oktober 1994)
- Günter Dobritz (1934–2019), Polizeibeamter (verliehen am 1. Oktober 1994)
- Waltraud Ewert (1925–1999), Sozialarbeiterin (verliehen am 1. Oktober 1994)
- Klaus Goehrmann (* 1938), Manager (verliehen am 1. Oktober 1994)
- Hanns-Peter Herz (1927–2012), Journalist (verliehen am 1. Oktober 1994)
- Harry Kupfer (1935–2019), Theaterregisseur (verliehen am 1. Oktober 1994)
- Pilar Lorengar (1928–1996), Sängerin (verliehen am 1. Oktober 1994)
- Juri Makarow (* 1949), russischer Militär (verliehen am 1. September 1994)
- Günter Pfitzmann (1924–2003), Schauspieler, Kabarettist, Regisseur (verliehen am 1. Oktober 1994)
- Edith Schollwer (1904–2002), Schauspielerin, Kabarettistin (verliehen am 1. Oktober 1994)
- Gerhard Schöne (* 1952), Liedermacher (verliehen am 1. Oktober 1994)
- Lala Süsskind (* 1946), Soziologin, Publizistin (verliehen am 1. Oktober 1994)
- Hasso Freiherr von Uslar-Gleichen (* 1935), Militär (verliehen am 1. Oktober 1994)
- Giuseppe Vita (* 1935), Unternehmer (verliehen am 1. Oktober 1994)
- Charlotte Wegener (1929–2010), Politikerin (verliehen am 1. Oktober 1994)
- Walter H. Yates (* 1941), letzter amerikanischer Brigadegeneral in Berlin (verliehen am 6. September 1994)

## 1995
- Jürgen Baermann (* 1944), Pädagoge (verliehen am 2. November 1995)
- Günter Braun (* 1928), Manager, Präsident von Rofin-Sinar Technologies (verliehen am 1. Oktober 1995)
- Michael S. Cullen (* 1939), Publizist (verliehen am 1. Oktober 1995)
- Karen Greve (1942–2014), Krankengymnastin (verliehen am 1. Oktober 1995)
- Günter Gersdorf (1932–2013), Ofensetzer, Unternehmer (verliehen am 1. Oktober 1995)
- Nele Hertling (* 1934), Theater- und Musikwissenschaftlerin (verliehen am 1. Oktober 1995)
- Felicitas Hübbe-Haunert (1925–2006), Pädagogin, Gründerin des Berliner Kinderchors (verliehen am 1. Oktober 1995)
- Dietmar Kansy (1938–2018), Ingenieur (verliehen am 1. Oktober 1995)
- Freya Klier (* 1950), Regisseurin (verliehen am 1. Oktober 1995)
- Hildegard Knef (1925–2002), Schauspielerin, Sängerin (verliehen am 1. Oktober 1995)
- Henryk Kulczyk (1925–2013), Unternehmer (verliehen am 1. Oktober 1995)
- Günter Lamprecht (1930–2022), Schauspieler (verliehen am 1. Oktober 1995)
- Thomas Langhoff (1938–2012), Regisseur, Schauspieler, Intendant  (verliehen am 1. Oktober 1995)
- Melvin Lasky (1920–2004), Politologe, Publizist (verliehen am 1. Oktober 1995)
- Ingeborg Laue (* 1921), Managerin (verliehen am 1. Oktober 1995)
- Hannelore Lehmann (1934–2004), Kommunalpolitikerin, (verliehen am 1. Oktober 1995)
- Harald Mau (1941–2020), Mediziner (verliehen am 1. Oktober 1995)
- Gabriele Rühling (* 1954), Sozialpolitikerin (verliehen am 1. Oktober 1995)
- Wolf Wegener (* 1933), Jurist, Vorstandsvorsitzender des ADAC Berlin (verliehen am 1. Oktober 1995)
- Gerhard Wettig (* 1934), Historiker, Publizist (verliehen am 1. Oktober 1995)
- Ingeborg Wilutzky (1916–1998), Mäzenatin (verliehen am 1. Oktober 1995)

## 1996
- Hedwig Bollhagen (1907–2001), Keramikerin (verliehen am 1. Oktober 1996)
- Patrick Brooking (1937–2014), britischer Militär (verliehen am 1. Oktober 1996)
- Detlef Diehn (* 1943), Angehöriger der Berufsfeuerwehr (verliehen am 7. November 1996)
- Friedhelm Farthmann (1930–2024), Politiker (verliehen am 1. Oktober 1996)
- Wolfgang Grummt (1932–2013), Ornithologe (verliehen am 1. Oktober 1996)
- Rüdiger Hoth (* 1940), Ingenieur-Ökonom Bauwesen (verliehen am 1. Oktober 1996)
- Irene Mann (1929–1996), Regisseurin, Choreographin (verliehen am 1. Oktober 1996)
- Marianne Miksch (* 1934), Architektin (verliehen am 1. Oktober 1996)
- Brigitte Mira (1910–2005), Schauspielerin (verliehen am 1. Oktober 1996)
- Heinz Oestergaard (1916–2003), Modeschöpfer (verliehen am 5. Februar 1996)
- Hans-Dieter Reinwald (* 1943), Feuerwehrmann (verliehen am 1. Oktober 1996)
- Manfred Freiherr von Richthofen (1934–2014), Sportfunktionär (verliehen am 1. Oktober 1996)
- Stefan Schindler (* 1938), Unternehmer (verliehen am 1. Oktober 1996)
- Käte Tresenreuter (1924–2013), Sozialarbeiterin (verliehen am 1. Oktober 1996)
- Sabine Werth (* 1957), Sozialpädagogin, Initiatorin und Leiterin der Berliner Tafel (verliehen am 1. Oktober 1996)

## 1997
- Renate Altner (* 1942), Kunstwissenschaftlerin (verliehen am 1. Oktober 1997)
- Wladimir Aschkenasi (* 1937), Dirigent (verliehen am 20. Oktober 1997)
- Egidius Braun (1925–2022), Sportfunktionär (verliehen am 1. Oktober 1997)
- Christiane Bretz (1939–2016), Gewerkschaftsfunktionärin (verliehen am 1. Oktober 1997)
- Harry Dietrich (* 1931), Angestellter (verliehen am 1. Oktober 1997)
- Winfried Engler (1935–2018), Romanist (verliehen am 1. Oktober 1997)
- Hans Frädrich (1937–2003), Zoologe (verliehen am 1. Oktober 1997)
- Detlev Ganten (* 1941), Biomediziner, Genetiker, Vorstandsvorsitzender der Charité (verliehen am 1. Oktober 1997)
- Wolfgang Gruner (1926–2002), Kabarettist (verliehen am 1. Oktober 1997)
- Helga Haftendorn (1933–2023), Politologin (verliehen am 1. Oktober 1997)
- Gerhard Hellwig (1925–2011), Dirigent, Gründer der Schöneberger Sängerknaben (verliehen am 1. Oktober 1997)
- Peter Hufschmied (* 1949), Logistiker (verliehen am 1. Oktober 1997)
- Anna Kraner (* 1947), Sozialpolitikerin (verliehen am 1. Oktober 1997)
- Ursela Monn (* 1950), Schauspielerin (verliehen am 1. Oktober 1997)
- Alfred Nimser (* 1932), Bühnentechniker (verliehen am 1. Oktober 1997)
- Jutta Semmler (* 1941), Medizinerin (verliehen am 1. Oktober 1997)
- Jochen Sievers (* 1937), Kaufmann (verliehen am 1. Oktober 1997)

## 1998
- Klaus Beubler (* 1954), Polizeimeister (verliehen am 1. Oktober 1998)
- Werner Breitschwerdt (1927–2021), Techniker, Industriemanager, Vorstandsvorsitzender der Daimler-Benz AG (verliehen am 1. Oktober 1998)
- Helmut Coper (1925–2013), Neuropharmakologe, Mitglied der Gesellschaften für Christlich-Jüdische Zusammenarbeit in Deutschland (verliehen am 1. Oktober 1998)
- Marianne Fischer-Kupfer (1922–2008), Sängerin, Gesangspädagogin (verliehen am 1. Oktober 1998)
- Konrad Gröger (1936–2020), Mathematiker, erster Vizepräsident der Humboldt-Universität zu Berlin (verliehen am 1. Oktober 1998)
- Ulrich Heuke (* 1956), Unternehmer (verliehen am 1. Oktober 1998)
- Heinz Knobloch (1926–2003), Schriftsteller, Journalist (verliehen am 1. Oktober 1998)
- Karlheinz Kunze (* 1943), Sozialpolitiker (verliehen am 1. Oktober 1998)
- Gisela Oechelhaeuser (* 1944), Kabarettistin, Intendantin (verliehen am 1. Oktober 1998)
- Kurt H. Orb (1922–2006), Journalist, Gründungsmitglied des Journalistenverbandes Berlin (West) (verliehen am 1. Oktober 1998)
- Svetislav Pešić (* 1949), Trainer (verliehen am 1. Oktober 1998)
- Elisabeth Rasch (* 1959), Medizinerin (verliehen am 1. Oktober 1998)
- Heinz Ruhnau (1929–2020), Politiker, Unternehmer (verliehen am 21. Oktober 1998)
- Peter Witt (* 1938), Wirtschafts- und Industriemanager (verliehen am 1. Oktober 1998)

## 1999
- Christa-Maria Blankenburg (* 1934), Sozialarbeiterin, Parlamentarische Geschäftsführerin (verliehen am 1. Oktober 1999)
- Anneliese Bödecker (1932–2015), Sozialarbeiterin (verliehen am 1. Oktober 1999)
- Manfred Busche (1933–2022), Volkswirt (verliehen am 1. Oktober 1999)
- Wolf-Dieter Dube (1934–2015), Kunsthistoriker (verliehen am 1. Oktober 1999)
- Elke Hübner (* 1941), Pädagogin (verliehen am 1. Oktober 1999)
- Friedhelm Kemna (1925–2007), Journalist (verliehen am 1. Oktober 1999)
- Heike Kahl (* 1955), Germanistin, Geschäftsführerin der Deutschen Kinder- und Jugendstiftung (verliehen am 1. Oktober 1999)
- Ingeborg Karsch (* 1927), Galeristin (verliehen am 1. Oktober 1999)
- Eberhard Mayntz (* 1941), Unternehmer, Mäzen (verliehen am 1. Oktober 1999)
- Tom Schilling (* 1928), Choreograph (verliehen am 1. Oktober 1999)
- Jürgen Schitthelm (* 1939), Intendant (verliehen am 1. Oktober 1999)
- Oscar Schneider (1927–2024), Politiker, Jurist (verliehen am 1. Oktober 1999)
- Dieter Stolte (1934–2023), Rundfunkintendant (verliehen am 1. Oktober 1999)

## 2000
- Helmut Engel (1935–2019), Kunsthistoriker, Landeskonservator a. D. (verliehen am 1. Oktober 2000)
- Inge Frohnert (1924–2013), Sozialarbeiterin, Senatsrätin beim Senator für Finanzen (verliehen am 1. Oktober 2000)
- Erich Gerard (1937–2011), Manager der Siemens AG (verliehen am 1. Oktober 2000)
- Horst Grysczyk (* 1935), Jurist, Präsident des Landesrechnungshofs Berlin (verliehen am 30. November 2000)
- Maria Häring (* 1939), Geschäftsführerin der Bürgerbräu GmbH (verliehen am 1. Oktober 2000)
- Eberhard Jahn (* 1939), Manager (verliehen am 1. Oktober 2000)
- Anneliese Kaminski (* 1936), evangelische Theologin (verliehen am 1. Oktober 2000)
- Josef Paul Kleihues (1933–2004), Architekt, Direktor der Bauakademie in Berlin (verliehen am 1. Oktober 2000)
- Kerstin Lieber (* 1959), Medizinerin (verliehen am 1. Oktober 2000)
- Gerd Liesegang (* 1956), Sportfunktionär (verliehen am 1. Oktober 2000)
- Gisela May (1924–2016), Schauspielerin (verliehen am 1. Oktober 2000)
- Christoph Poppen (* 1956), Violinist (verliehen am 1. Oktober 2000)
- Ernst Schmidt (* 1938), Sozialarbeiter (verliehen am 1. Oktober 2000)
- Vincens Hoffmann (1929–2022), katholischer Geistlicher (verliehen am 1. Oktober 2000)
- Arno Wegner (* 1929), Politiker (verliehen am 1. Oktober 2000)

## 2001
- Bernhard Dombek (* 1939), Jurist (verliehen am 1. Oktober 2001)
- Birgit Fischer (* 1962), Kanutin (verliehen am 1. Oktober 2001)
- Christine von Heinz (* 1947), Mäzenin (verliehen am 1. Oktober 2001)
- Ulrich von Heinz (1941–2017), Rechtsanwalt, Mäzen (verliehen am 1. Oktober 2001)
- Stephan Krawczyk (* 1955), Liedermacher, Schriftsteller (verliehen am 1. Oktober 2001)
- Martin Matschinsky (1921–2020), Bildhauer, Maler (verliehen am 1. Oktober 2001)
- Brigitte Matschinsky-Denninghoff (1923–2011), Bildhauerin (verliehen am 1. Oktober 2001)
- Hartwig Piepenbrock (1937–2013), Kaufmann, Mäzen (verliehen am 1. Oktober 2001)
- Hans Helmut Prinzler (1938–2023), Chef der Stiftung Deutsche Kinemathek, Museumsdirektor (verliehen am 1. Oktober 2001)
- Heinz Quermann (1921–2003), Fernsehmoderator (verliehen am 1. Oktober 2001)
- Dieter Sauberzweig (1925–2005), Politiker, Kunstwissenschaftler (verliehen am 1. Oktober 2001)
- Otto Ziege (1926–2014), Radsportler, Ehrenpräsident des Berliner Radsport-Verbandes (verliehen am 1. Oktober 2001)
- Regina Ziegler (* 1944), Filmproduzentin (verliehen am 1. Oktober 2001)
- Evelyn Zupke (* 1962), Heilerziehungspflegerin (verliehen am 1. Oktober 2001)

## 2002
- W. Michael Blumenthal (* 1926), US-amerikanischer Politiker, Direktor des Jüdischen Museums in Berlin (verliehen am 1. Oktober 2002)
- Ruth Cornelsen, Verlegerin, Mäzenatin, Mitbegründerin der Franz und Ruth Cornelsen Stiftung (verliehen am 1. Oktober 2002)
- Inge Deutschkron (1922–2022), Schriftstellerin, Publizistin, Opfer des NS-Regimes (verliehen am 1. Oktober 2002)
- Heinz Dürr (1933–2023), Vorstandsvorsitzender der Deutschen Bahn AG (verliehen am 1. Oktober 2002)
- Jürgen Engert (1936–2021), Publizist, Gründungsdirektor des ARD-Hauptstadtstudios (verliehen am 1. Oktober 2002)
- Klaus Erforth (* 1936), Theaterregisseur, Mitbegründer des Theaters RambaZamba des Sonnenuhr e. V. (verliehen am 1. Oktober 2002)
- Günter Gaus (1929–2004), Politiker, Publizist (verliehen am 1. Oktober 2002)
- Volker Hassemer (* 1944), Politiker (verliehen am 1. Oktober 2002)
- Gisela Höhne (* 1949), Theaterregisseurin, Schauspielerin, Mitgründerin des Theaters RambaZamba des Sonnenuhr e. V. (verliehen am 1. Oktober 2002)
- Maria Müller-Sommer (1922–2023), Bühnenverlegerin, Ehrenpräsidentin der VG Wort (verliehen am 1. Oktober 2002)
- Ivan Nagel (1931–2012), Theaterregisseur, Begründer des Theaters der Welt (verliehen am 1. Oktober 2002)
- Claudia Pechstein (* 1972), Sportlerin (verliehen am 1. Oktober 2002)
- Wolfgang Völz (1930–2018), Schauspieler (verliehen am 1. Oktober 2002)

## 2003
- Franziska van Almsick (* 1978), Sportlerin (verliehen am 1. Oktober 2003)
- Isaak Behar (1923–2011), Zeitzeuge, Gemeindeältester der Jüdischen Gemeinde zu Berlin, Opfer des NS-Regimes (verliehen am 1. Oktober 2003)
- Otto Beisheim (1924–2013), Unternehmer (verliehen am 1. Oktober 2003)
- Frank Castorf (* 1951), Regisseur, Intendant (verliehen am 1. Oktober 2003)
- Peter Dussmann (1938–2013), Gründer der Dussmann-Gruppe, Mäzen (verliehen am 1. Oktober 2003)
- Sylva Franke (1922–2012), Hotelbesitzerin, Mitglied der Jüdischen Gemeinde zu Berlin (verliehen am 1. Oktober 2003)
- Götz George (1938–2016), Schauspieler (verliehen am 1. Oktober 2003)
- Erika Gregor (* 1934), Filmautorin, Mitorganisatorin der Internationalen Filmfestspiele (verliehen am 1. Oktober 2003)
- Ulrich Gregor (* 1932), Filmautor und -produzent, Leiter der Internationalen Filmfestspiele (verliehen am 1. Oktober 2003)
- Liz Mohn (* 1941), Unternehmerin und Stifterin (verliehen am 1. Oktober 2003)
- Michael Preetz (* 1967), Fußballspieler (verliehen am 1. Oktober 2003)
- Monika Schärtl, Vorstandsmitglied des Diözesanrates der Katholiken im Erzbistum Berlin, (verliehen am 1. Oktober 2003)
- Thomas Sadtler, Organisator des Ökumenischen Kirchentages 2003 (verliehen am 1. Oktober 2003)

## 2004
- Renate Bremmert (* 1948), Frauenbeauftragte des Bezirks Neukölln (verliehen am 1. Oktober 2004)
- Alexander Brenner (1925–2015), Chemiker, Physiker, Diplomat, ehem. Vorsitzender der Jüdischen Gemeinde Berlin (verliehen am 1. Oktober 2004)
- Andreas Freudenberg (* 1951), Geschäftsführer der Werkstatt der Kulturen (verliehen am 1. Oktober 2004)
- Werner Gegenbauer (* 1950), Unternehmer, Ehrenpräsident der IHK (verliehen am 1. Oktober 2004)
- Gerhard Hentrich (1924–2009), Verleger (verliehen am 1. Oktober 2004)
- Alexander Iljinskij (1948–2009), Musikdramaturg, Intendant des Friedrichstadtpalastes (verliehen am 1. Oktober 2004)
- Jochen Kowalski (* 1954), Berliner Kammersänger (verliehen am 1. Oktober 2004)
- Gisela Mießner (1925–2006), Widerstandskämpferin gegen das NS-Regime (verliehen am 1. Oktober 2004)
- Anett Szabó (* 1965), Lehrerin, Mitorganisatorin des Karnevals der Kulturen (verliehen am 1. Oktober 2004)
- Reinhard Uppenkamp (* 1950), Vorstandsvorsitzender der Berlin-Chemie AG (verliehen am 1. Oktober 2004)
- Jutta Wachowiak (* 1940), Schauspielerin (verliehen am 1. Oktober 2004)
- Brigitte Walz (* 1955), Ethnologin, Hauptinitiatorin des Karnevals der Kulturen (verliehen am 1. Oktober 2004)

## 2005
- Stefan Arndt (* 1961), Vorstandsvorsitzender der Deutschen Filmakademie (verliehen am 1. Oktober 2005)[1]
- Renate Baumgarten (* 1938), Medizinerin (verliehen am 1. Oktober 2005)[1]
- Hubertus Erlen (* 1943), Vorstandsmitglied der Schering AG (verliehen am 1. Oktober 2005)[1]
- Peter Fenner (* 1943), evangelischer Theologe, Vorsteher des Johannesstifts Spandau (verliehen am 1. Oktober 2005)[1]
- Peter Hanisch (* 1935), Fußballspieler (verliehen am 1. Oktober 2005)[1]
- Catherine Mühlemann (* 1966), Medienwissenschaftlerin, Geschäftsführerin von MTV (verliehen am 1. Oktober 2005)[1]
- Peter Raue (* 1941), Jurist, Vorsitzender des Vereins der Freunde der Nationalgalerie (verliehen am 1. Oktober 2005)[1]
- Ilse Rewald (1918–2005), Opfer des NS-Regimes (verliehen am 1. Oktober 2005)[1]
- Markus Schächter (* 1949), Journalist, Intendant des ZDF (verliehen am 1. Oktober 2005)[1]
- Bernd Siggelkow (* 1964), evangelischer Theologe, Gründer des Kinder- und Jugendhilfswerks Arche (verliehen am 1. Oktober 2005)[1]
- Judy Winter (* 1944), Schauspielerin (verliehen am 1. Oktober 2005)[1]

## 2006
- Essy Agboli-Gomado (* 1947), Krankenschwester, Initiatorin des Vereins Brücke zu Togo e. V. (verliehen am 1. Oktober 2006)
- Hany Azer (* 1949), Bauingenieur, Projektleiter der Nord-Süd-Verbindung und der Bahnhöfe (verliehen am 1. Oktober 2006)
- Robert Bartko (* 1975), Radsportler (verliehen am 1. Oktober 2006)
- Sandra Bögner, Verdienste bei der Fußball-Weltmeisterschaft 2006 (verliehen am 1. Oktober 2006)
- Beate Brand, Unternehmensberaterin, City-Volunteer bei der Fußball-Weltmeisterschaft 2006 (verliehen am 1. Oktober 2006)
- Paul van Dyk (* 1971), Discjockey, Musikproduzent (verliehen am 1. Oktober 2006)
- Jörg Gühring (1935–2021), Unternehmer (verliehen am 1. Oktober 2006)
- Inge Keller (1923–2017), Schauspielerin (verliehen am 1. Oktober 2006)
- Klaus-Dieter Lehmann (* 1940), Präsident der Stiftung Preußischer Kulturbesitz (verliehen am 1. Oktober 2006)
- Karl-Heinz Müller (* 1957), Geschäftsführer der Bread & Butter (verliehen am 1. Oktober 2006)
- Klaus Schütz (1926–2012), Germanist, Politiker, Regierender Bürgermeister (verliehen am 1. Oktober 2006)

## 2007
- Christine Bergmann (* 1939), Politikerin (verliehen am 1. Oktober 2007)
- Eberhard Diepgen (* 1941), ehemaliger Regierender Bürgermeister (verliehen am 1. Oktober 2007)
- Mathias Döpfner (* 1963), Vorstandsvorsitzender der Axel Springer AG (verliehen am 1. Oktober 2007)
- Thomas Dörflein (1963–2008), Tierpfleger (verliehen am 1. Oktober 2007)
- Manfred Fischer (1948–2013), Pfarrer (verliehen am 1. Oktober 2007)
- Gina Graichen, Kriminalhauptkommissarin (verliehen am 1. Oktober 2007)
- Volker Ludwig (* 1937), Gründer des Grips-Theaters (verliehen am 1. Oktober 2007)
- Rolf Dieter Müller, ehemaliger Vorstandsvorsitzender der AOK Berlin (verliehen am 1. Oktober 2007)
- Sarah Poewe (* 1983), Schwimmerin (verliehen 2007)
- Britta Steffen (* 1983), Schwimmerin (verliehen am 1. Oktober 2007)
- Günther Stock, Präsident der Akademie der Wissenschaften (verliehen am 1. Oktober 2007)
- Katharina Thalbach (* 1954), Schauspielerin (verliehen am 1. Oktober 2007)

## 2008
- Seyran Ateş (* 1963), Rechtsanwältin (verliehen am 1. Oktober 2008)
- Ernst Cramer (1913–2010), Vorstandsvorsitzender der Axel-Springer-Stiftung (verliehen am 1. Oktober 2008)
- Rolf Eckrodt (1942–2019), Vorsitzender des Aufsichtsrates der Fördergesellschaft Berlin Partner (verliehen am 1. Oktober 2008)
- Don Jackson (* 1956), Cheftrainer der Eisbären Berlin (verliehen am 1. Oktober 2008)
- Anna-Maria Kellen (1918–2017), Philanthropin (verliehen am 1. Oktober 2008)
- Gabriele Minz, Begründerin des Musikfestivals young.euro.classic (verliehen am 1. Oktober 2008)
- Jürgen Mlynek (* 1951), Präsident der Helmholtz-Gemeinschaft, ehem. Präsident der Humboldt-Universität (verliehen am 1. Oktober 2008)
- Lena Schöneborn (* 1986), Moderne Fünfkämpferin, Olympiasiegerin 2008 (verliehen am 1. Oktober 2008)
- Coco Schumann (1924–2018), Jazzmusiker (verliehen am 1. Oktober 2008)
- Peter-Klaus Schuster (* 1943), Generaldirektor der Staatlichen Museen und Direktor der Nationalgalerie (verliehen am 1. Oktober 2008)
- Bernd Wilms (* 1940), Kurator der Hauptstadtkulturfonds, ehem. Intendant des Maxim-Gorki-Theaters und des Deutschen Theaters (verliehen am 1. Oktober 2008)
- Jenny Wolf (* 1979), Eisschnellläuferin (verliehen am 1. Oktober 2008)

## 2009
- Gabriele Camphausen (* 1957), Historikerin (verliehen am 1. Oktober 2009)
- Gudrun Erzgräber (* 1939), Geschäftsführerin der BBB Management GmbH Campus Buch (verliehen am 1. Oktober 2009)
- Wolfgang Huber (* 1942), Bischof der Evangelischen Kirche Berlin-Brandenburg-schlesische Oberlausitz (verliehen am 1. Oktober 2009)
- Helke Misselwitz (* 1947), Regisseurin (verliehen am 1. Oktober 2009)
- Clemens Prokop (* 1957), Präsident des Deutschen Leichtathletik-Verbandes (verliehen am 1. Oktober 2009)
- Christina Rau (* 1956), Politologin (verliehen am 1. Oktober 2009)
- Walter Riehn, Helfer bei den Leichtathletik-Weltmeisterschaften 2009 in Berlin (verliehen am 1. Oktober 2009)
- Frank Schneider (* 1942), bis 2009 Intendant des Konzerthauses Berlin und des Konzerthausorchesters Berlin (verliehen am 1. Oktober 2009)
- Tom Sello (* 1957), Redakteur (verliehen am 1. Oktober 2009)
- Marie Tegethoff, Helferin bei den Leichtathletik-Weltmeisterschaften 2009 in Berlin (verliehen am 1. Oktober 2009)
- Günther Troppmann (* 1951), seit 1996 Vorstandsvorsitzender der Deutschen Kreditbank AG (verliehen am 1. Oktober 2009)
- Willy Weiland, Präsident des Berliner Hotel- und Gaststättenverbandes (verliehen am 1. Oktober 2009)
- Jochen Zinner (* 1943), Leiter des Olympiastützpunktes Berlin (verliehen am 1. Oktober 2009)

## 2010
- Gerd von Brandenstein (1942–2023), ehemaliger Präsident der Vereinigung der Unternehmensverbände in Berlin und Brandenburg e. V. (verliehen am 1. Oktober 2010)
- Safter Çinar (* 1946), Gewerkschafter, Sprecher des Türkischen Bundes Berlin-Brandenburg (TBB), Integrationsaktivist (verliehen am 1. Oktober 2010)
- Christine Fischer-Defoy (* 1951), Kunsthistorikerin und Filmemacherin (verliehen am 1. Oktober 2010)
- Reinhart Freudenberg, Vorsitzender des Kuratoriums der Freudenberg Stiftung (verliehen am 1. Oktober 2010)
- Nina Hoss (* 1975), Schauspielerin (verliehen am 1. Oktober 2010)
- Kurt Lehrke, ehemaliger Vorsitzender der Arbeitsgemeinschaft City (verliehen am 1. Oktober 2010)
- Kai-Uwe Merkenich (* 1960), Berliner AIDS-Hilfe (verliehen am 1. Oktober 2010)
- Arend Oetker (* 1939), Unternehmer und Kunstsammler (verliehen am 1. Oktober 2010)
- Heiner Pietzsch (1930–2021), Kunstsammler und Mäzen (verliehen am 1. Oktober 2010)
- Ulla Pietzsch, Kunstsammlerin (verliehen am 1. Oktober 2010)
- Dieter Scholz (* 1938), ehemaliger Landesvorsitzender des DGB (verliehen am 1. Oktober 2010)
- Anita Tillmann, Unternehmerin (verliehen am 1. Oktober 2010)
- Norbert Tillmann, Unternehmer (verliehen am 1. Oktober 2010)
- Ben Wagin (1930–2021), Aktionskünstler und Theatermacher (verliehen am 1. Oktober 2010)

## 2011
- Gülşen Aktaş (* 1957), türkische Lehrerin und Politologin (verliehen am 1. Oktober 2011)
- Jutta Allmendinger (* 1956), Präsidentin des Wissenschaftszentrums Berlin für Sozialforschung (verliehen am 1. Oktober 2011)
- Georg Baur (* 1990) (verliehen für Zivilcourage am 1. Oktober 2011)[2]
- Ulla Berkéwicz-Unseld (* 1948), Schauspielerin, Schriftstellerin und Verlegerin (verliehen am 1. Oktober 2011)
- Marianne Birthler (* 1948), Bundesbeauftragte für die Unterlagen des Staatssicherheitsdienstes der ehemaligen DDR (verliehen am 1. Oktober 2011)
- Karin Büttner-Janz (* 1952), Kunstturnerin und Medizinerin (verliehen am 1. Oktober 2011)
- Axel Ekkernkamp (* 1957), Hochschullehrer und Politiker (verliehen am 1. Oktober 2011)
- Dieter Glietsch (* 1947), Polizeipräsident in Berlin (verliehen am 1. Oktober 2011)
- Erika Gromnica-Ihle (1940–2024), Ärztin (verliehen am 1. Oktober 2011)
- Robert Hanning (* 1968), Handballtrainer (verliehen am 1. Oktober 2011)
- Dieter Kosslick (* 1948), Direktor der Internationalen Filmfestspiele Berlin (verliehen am 1. Oktober 2011)
- Inga-Maren Otto, Mäzenin (verliehen am 1. Oktober 2011)
- Regina Saeger (* 1939), Vorsitzende des Landesseniorenbeirat Berlin (verliehen am 1. Oktober 2011)
- Gary Smith (* 1954), amerikanischer Philosoph und Kulturmanager (verliehen am 1. Oktober 2011)

## 2012
- Sven Felski (* 1974), Eishockeyspieler (verliehen am 1. Oktober 2012)[3]
- Dieter Hallervorden (* 1935), Schauspieler und Regisseur (verliehen am 1. Oktober 2012)[3]
- Robert Harting (* 1984), Leichtathlet (verliehen am 1. Oktober 2012)[3]
- Volker Heinrich, Marinesoldat auf dem Einsatzgruppenversorger Berlin (verliehen am 1. Oktober 2012)[3]
- Bianca Klose, Sozialarbeiterin, Mobile Beratung gegen Rechtsextremismus (verliehen am 1. Oktober 2012)[3]
- Andreas Penk (* 1965), Manager (verliehen am 1. Oktober 2012)[3]
- Max Raabe (* 1962), Sänger und Entertainer (verliehen am 1. Oktober 2012)[3]
- Daniela Schulte (* 1982), Schwimmerin, Paralympicssiegerin (verliehen am 1. Oktober 2012)[3]
- Czarina Wilpert, Sozialforscherin (verliehen am 1. Oktober 2012)[3]
- Frank Zander (* 1942), Sänger und Schauspieler (verliehen am 1. Oktober 2012)[3]

## 2013
- Gudrun Doll-Tepper (* 1947), Sportwissenschaftlerin (verliehen am 1. Oktober 2013)[4]
- Eva Herlitz (1952–2021), Initiatorin der Buddy-Bär-Aktivitäten (verliehen am 1. Oktober 2013)[4]
- Klaus Herlitz (* 1947), Kaufmann und Initiator der Buddy Bär-Aktivitäten (verliehen am 1. Oktober 2013)[4]
- Hartmann Kleiner (* 1942), Verwaltungsratsvorsitzender Rundfunkrat RBB (verliehen am 1. Oktober 2013)[4]
- René Koch (* 1945), Visagist, Gründer des Arbeitskreises Camouflage (verliehen am 1. Oktober 2013)[4]
- Ulrich Mommert Unternehmer und Trabrennsportler (verliehen am 1. Oktober 2013)[4]
- Thúy Nonnemann (* 1938), Mitglied des Migrationsrates Berlin-Brandenburg (verliehen am 1. Oktober 2013)[4]
- Ronald Riege (* 1963), Leiter des Hintergrunddienstes des Berliner Roten Kreuzes beim Hochwasser 2013 (verliehen am 11. Oktober 2013)[4]
- Vanessa Sassen (* 1987 ?), Fluthelferin und Mitarbeiterin des Malteser Hilfsdienstes (verliehen am 11. Oktober 2013)[4]
- Ute Schnur (* 1955), an den Rollstuhl gebundene stellvertretende Vorsteherin der Bezirksverordnetenversammlung Pankow (verliehen am 1. Oktober 2013)[4]
- Benjamin Schoenmakers (* 1982), Freiwilliger Feuerwehrmann und ehrenamtlicher Fluthelfer 2013 (verliehen am 1. Oktober 2013)[4]
- Michael Sommer (1952–2025), Gewerkschafter (verliehen am 1. Oktober 2013)[4]
- Wieland Speck (* 1951), Regisseur, Homosexuellenvertreter (verliehen am 1. Oktober 2013)[4]
- Bernd Thiel, ehrenamtlicher Kalligraph des Goldenen Buches der Stadt Berlin (verliehen am 1. Oktober 2013)[4]
- Emine Neşe Yüksel (* 1965), Frauenärztin, Wissenschaftlerin, Vorstandsvorsitzende der Berliner Gesellschaft Türkischer Mediziner e. V. (BGTM) (verliehen am 1. Oktober 2013)[4]

## 2014
- Schwester Maria Hannelore Huesmann, Mitglied der katholischen Ordensgemeinschaft der Franziskanerinnen von Münster-Mauritz und von Beruf Krankenschwester (verliehen am 1. Oktober 2014)[5]
- Natascha Keller (* 1977), Hockeyspielerin (verliehen am 1. Oktober 2014)[5]
- Matthias Koeppel (* 1937), Maler (verliehen am 1. Oktober 2014)[5]
- Tina K. (* 1984), Gründerin des Vereins I am Jonny (verliehen am 1. Oktober 2014)[5]
- Otfried Laur, Gründer des Berliner Theaterclub e. V. (verliehen am 1. Oktober 2014)[5]
- Udo Lindenberg (* 1946), Rockmusiker (nimmt die Auszeichnung zu einem späteren Zeitpunkt entgegen)[5]
- Egidio Marzona (* 1944), Kunstsammler und Mäzen (verliehen am 1. Oktober 2014)[5]
- Maria Nooke (* 1958), 1988 Mitbegründerin des Oppositionsblattes Aufbruch in der DDR. Heute stellvertretende Direktorin der Gedenkstätte Berliner Mauer (verliehen am 1. Oktober 2014)[5]
- Wolf-Dieter Wolf, Vizepräsident des Landessportbundes Berlin (verliehen am 1. Oktober 2014)[5]
- Ulrika Zabel, langjährige Leiterin des Kompetenzzentrums für Interkulturelle Öffnung der Altenhilfe (verliehen am 1. Oktober 2014)[5]

## 2015
- Christopher und Marc Bauder (* 1974), Initiatoren der temporären Lichtinstallation Lichtgrenze anlässlich der Feierlichkeiten zum 9. November 2014 (verliehen am 1. Oktober 2015)[6]
- Frank Ebert (* 1970), Robert-Havemann-Gesellschaft (verliehen am 1. Oktober 2015)[6]
- Iris Berben (* 1950), Präsidentin der Deutschen Filmakademie (verliehen am 1. Oktober 2015)[6]
- Barbara Boehm-Tettelbach, Emigrantenprogramm für verfolgte ehemalige Bürgerinnen und Bürger Berlins (verliehen am 1. Oktober 2015)[6]
- Johanna Hassoun, Zentrum für Migranten, Lesben und Schwule (verliehen am 1. Oktober 2015)[6]
- Heinz-Dieter Rosenkranz, Mitbegründer der Temporären Kunsthalle Berlin (verliehen am 1. Oktober 2015)[6]
- Mohamed Taha Sabri, Imam im Neuköllner Begegnungszentrum (verliehen am 1. Oktober 2015)[6]
- Hermann Simon (* 1949), Direktor der Stiftung „Neue Synagoge Berlin – Centrum Judaicum“ (verliehen am 1. Oktober 2015)[6]
- Friederike Sittler (* 1969), Laib und Seele, eine Aktion der Berliner Tafel e. V., der Kirchen und des RBB (verliehen am 1. Oktober 2015)[6]
- Wim Wenders (* 1945), Präsident der Europäischen Filmakademie (verliehen am 1. Oktober 2015)[6]
- Jörg Woltmann (* 1947), Gesellschafter der Königlichen Porzellan Manufaktur (KPM, verliehen am 1. Oktober 2015)[6]

## 2016
- Mo Asumang (* 1963), Regisseurin und Fernsehmoderatorin (verliehen am 1. Oktober 2016)
- Wolfgang Apel (1951–2017), Tierschützer (verliehen am 1. Oktober 2016)
- Michael Ballhaus (1935–2017), Kameramann (verliehen am 1. Oktober 2016)
- Margot Friedländer (1921–2025), Überlebende des Holocaust, Zeitzeugin (verliehen am 1. Oktober 2016)
- Brigitte Kupferschmidt, Leiterin der Selbsthilfegruppe für krebserkrankte Frauen (verliehen am 1. Oktober 2016)
- Ahmed Mansour (* 1976), Fernsehjournalist (verliehen am 1. Oktober 2016)
- Udo Marin, Geschäftsführer des Verbandes Berliner Kaufleute und Industrieller
- Kaweh Niroomand, Volleyballspieler
- Lea Rosh (* 1936), Publizistin (verliehen am 1. Oktober 2016)
- Fetsum Sebhat, Sänger und Komponist (verliehen am 1. Oktober 2016)

## 2017
- Katja von der Bey (* 1962), Geschäftsführerin der WeiberWirtschaft eG (verliehen am 1. Oktober 2017)
- Sigrid Falkenstein (* 1946), Lehrerin (verliehen am 1. Oktober 2017)
- Peter Fissenewert (* 1961), Rechtsanwalt und Autor (verliehen am 1. Oktober 2017)
- Walter Frankenstein, Zeitzeuge der NS-Zeit (verliehen am 1. Oktober 2017)
- Dieter Hauert (* 1935), Präsident des Basketball-Clubs Alba Berlin (verliehen am 1. Oktober 2017)
- Hardy Schmitz, Geschäftsführer der WISTA-Management GmbH (verliehen am 1. Oktober 2017)
- Patricia Schneider, Diplompädagogin, Berliner Initiative gegen Gewalt an Frauen (BIG e. V.) (verliehen am 1. Oktober 2017)
- Barbara Schöne (* 1947), Schauspielerin und Sängerin, Kuratorium der Berliner Aids-Hilfe e. V. (verliehen am 1. Oktober 2017)
- Ingeborg Simon (* 1939), ehemaliges Mitglied des Abgeordnetenhauses, Landesseniorenbeirat (verliehen am 1. Oktober 2017)
- Klaus Staeck (* 1938), ehemaliger Präsident der Akademie der Künste in Berlin (verliehen am 1. Oktober 2017)
- Walter Wübben, Hauptgesellschafter der ABG-Gruppe (verliehen am 1. Oktober 2017)

## 2018
- Dietmar Arnold (* 1964), Mitbegründer des Vereins Berliner Unterwelten e. V.
- Maria Diefenbach, Gründerin und Vorsitzende von Raum der Stille e. V.
- Walter Homolka (* 1964), Rabbiner und Universitätsprofessor
- Heike von Joest, Vorstandsvorsitzende der Bürgerstiftung Berlin
- Anselm Lange, hauptamtlicher Geschäftsführer der Telefonseelsorge e. V.
- Anna Loos (* 1970), Sängerin, Künstlerin und Filmemacherin
- Karin Mölling (* 1943), Virologin und HIV-Forscherin
- Simon Rattle (* 1955), britischer Dirigent, 2002–2018 Chefdirigent der Berliner Philharmoniker
- Gisela Sdorra, Mäzenin und Gründerin der Gisela Sdorra-Stiftung
- Wolfgang Templin (* 1948), DDR-Bürgerrechtler und Publizist
- Klaus Ulbricht (* 1938), langjähriger Bezirksbürgermeister des Bezirks Berlin-Köpenick / Treptow-Köpenick
- Roland Weber (* 1966), Opferbeauftragter des Landes Berlin

## 2019
- Riza Baran (1942–2020), türkisch-deutscher Berufsschullehrer und Politiker
- Annett Gröschner (* 1964), Historikerin, Schriftstellerin und Journalistin
- Klaus Hoffmann (* 1951), Schauspieler
- Sybill Knobloch, Geschäftsführerin des Vereins Freiabonnements für Gefangene e. V.
- Hanni Lévy (1924–2019), Überlebende des Holocaust
- Christoph Links (* 1954), Verleger
- Philomene Magers (* 1965), Galeristin
- Gernot Moegelin (* 1943), Unternehmer und Vorstand des Vereins Kaiser Friedrich Museum
- Sebastian Pflugbeil (* 1947), Minister a. D. und ehemaliger Bürgerrechtler
- Volker Schröder (* 1942), Initiator zum Geschichtserhalt des 18. März 1848
- Monika Sprüth (* 1949), Galeristin
- Christa Stolle (* 1959), Bundesgeschäftsführerin von Terre des Femmes
- Michael Winter, Kapitänleutnant und Schiffsversorgungsoffizier des Einsatzgruppenversorgers Berlin

## 2020
- Uschi Brüning (* 1947), Jazz- und Soul-Sängerin und Songautorin
- Karl Max Einhäupl (* 1947), 2008–2019 Vorstandsvorsitzender der Charité
- Bonaventure Soh Bejeng Ndikung (* 1977), Kurator, Autor und Kritiker
- Petra Rosenberg (* 1952), Geschäftsführende Vorsitzende des Landesverbandes Deutscher Sinti und Roma Berlin-Brandenburg e. V.
- Jürgen Röhr, Polizist, gründete 2007 die Selbsthilfegruppe Schusswaffenerlebnis
- Elke Schilling, Vorsitzende des Vereins Silbernetz e. V.
- Jocelyn B. Smith (* 1960), Jazz- und Opernsängerin
- Helga Voth, Frauenrechtlerin
- Jutta Weitz, vermittelte zahlreiche Gewerbeflächen und Immobilien an interessierte Kulturschaffende
- Siegfried Zoels, Behindertenpolitiker

## 2021
- Andreas Henne (* 1966), Brigadegeneral und stellvertretender Kommandeur des Kommando Territoriale Aufgaben der Bundeswehr (verliehen am 1. Juli 2021)[7]
- Gerlinde Bendzuck, Vorsitzende der Landesvereinigung Selbsthilfe Berlin (verliehen am 1. Oktober 2021)
- Michael Cramer (* 1949), Verkehrspolitiker (verliehen am 1. Oktober 2021)
- Liv Lisa Fries (* 1990), Schauspielerin (verliehen am 1. Oktober 2021)
- Ute Hiller, Geschäftsführerin im Berliner Aids-Hilfe e. V. (verliehen am 1. Oktober 2021)
- Gerhard Kämpfe (* 1948), Kulturmanager (verliehen am 1. Oktober 2021)
- Wolfgang Kohlhaase (1931–2022), Drehbuchautor und Schriftsteller (verliehen am 1. Oktober 2021)
- Dagmar Reim (* 1951), ehemalige Intendantin des Rundfunks Berlin-Brandenburg (verliehen am 1. Oktober 2021)
- Pamela Schobeß, Vorsitzende des geschäftsführenden Vorstandes der Clubcommission Berlin e. V. (verliehen am 1. Oktober 2021)
- Stephan Schwarz (* 1965), langjähriger Präsident der Berliner Handwerkskammer, Vorsitzender der Julius-Lessing-Gesellschaft (Verein der Freunde des Kunstgewerbemuseums Berlin, verliehen am 1. Oktober 2021)
- Hagen Stamm (* 1960), Wasserballspieler und -trainer (verliehen am 1. Oktober 2021)

## 2022
- Christian Andresen, Präsident des Hotel- und Gaststättenverbandes Berlin e. V. (DEHOGA BERLIN) (verliehen am 1. Oktober 2022)
- Marion Beckers, Geschäftsführerin und Chefkuratorin des Vereins Das Verborgene Museum (verliehen am 1. Oktober 2022)
- Oleksandra Bienert (* 1983), Menschenrechtsaktivistin, Publizistin, Mitbegründerin der „Allianz Ukrainischer Organisationen“ (verliehen am 1. Oktober 2022)
- Albrecht Broemme (* 1953), Präsident der Bundesanstalt Technisches Hilfswerk, Landesbranddirektor Leiter der Berliner Feuerwehr (verliehen am 1. Oktober 2022)
- Detlef Cwojdzinski, Leiter der zentrale Projektsteuerung des Berliner Corona Impfzentren-Projekts (verliehen am 1. Oktober 2022)
- Michael Elias, Gründer des Vereins TAMAJA Berlin GmbH (verliehen am 1. Oktober 2022)
- Lutz Großmann, Landesbeauftragter der Freiwilligen Feuerwehren in Berlin (verliehen am 1. Oktober 2022)
- Barrie Kosky (* 1967), Intendant und Chefregisseur der Komischen Oper Berlin (verliehen am 1. Oktober 2022)
- Lela Lähnemann, Mitarbeiterin des Referats für gleichgeschlechtliche Lebensweisen (verliehen am 1. Oktober 2022)
- Sharon Dodua Otoo (* 1972), Schriftstellerin, Publizistin und Aktivistin mit ghanaischen Wurzeln (verliehen am 1. Oktober 2022)
- Anke Otto, Gründerin des Bildungswerks für alternative Kommunalpolitik e. V. (BiwAK) (verliehen am 1. Oktober 2022)
- Jutta Seidel (* 1950), Mitgründerin der Frauen für den Frieden und des Neuen Forums (verliehen am 1. Oktober 2022)

## 2023
- Gunter Demnig (* 1947), Künstler
- Jutta Kämper, Gründerin des Frauenwohnprojekts Beginenhof
- Alexandra Knauer, Geschäftsführerin und Inhaberin der Knauer Wissenschaftliche Geräte GmbH
- Elke Lehning-Fricke, jahrzehntelanges Vorstandsmitglied von Pro Retina Deutschland
- Dieter Puhl, jahrelanger Leiter der Bahnhofsmission Berlin Zoologischer Garten
- Gabriele Schlimper, Geschäftsführerin des Paritätischen Landesverbands Berlin
- Berndt Schmidt (* 1964), Intendant und Geschäftsführer des Friedrichstadt-Palastes
- Düzen Tekkal (* 1978), Autorin
- Christiane Theobald-Gabler (* 1956), Ballett-Expertin
- Johannes Vogel (* 1963), Generaldirektor des Museums für Naturkunde Berlin
- Markus Voigt (* 1966), Präsident des Vereins Berliner Kaufleute und Industrieller
- Michael Wolffsohn (* 1947), Historiker und Publizist

## 2024
- Elio Adler, Vorstandsvorsitzender des Vereins WerteInitiative. jüdisch-deutsche Positionen
- Christiane Arp, ehemalige Chefredakteurin der deutschen Vogue, Gründungsmitglied des Fashion Council Germany e. V.
- Derviş Hizarci, Vorstandsvorsitzender der Kreuzberger Initiative gegen Antisemitismus
- Tina Krone, Gründerin des Archivs der DDR-Opposition in der Robert-Havemann-Gesellschaft
- Maren Kroymann (* 1969), Schauspielerin, Kabarettistin und Sängerin
- Mandy Mangler (* 1977), Chefärztin der Klinik für Gynäkologie und Geburtshilfe im Vivantes Auguste-Viktoria-Klinikum
- Uta Rinklebe, Leiterin des MACHmit! Museum für Kinder
- Bernd Schiphorst (* 1943), ehemaliger Medienbeauftragter der Länder Berlin und Brandenburg
- Eva Schumann, ehemalige Geschäftsführerin der Opferhilfe Berlin e. V.
- Eric Schweitzer (* 1965), Ehrenpräsident bei der Industrie- und Handelskammer Berlin
- Brigadegeneral Jürgen Karl Uchtmann (* 1959), leitete u. a. den Corona-Einsatz der Bundeswehr in Berlin
- Katja Urbatsch, Gründerin der Bildungsinitiative ArbeiterKind.de